# Obligatoriskt valdeltagande
Obligatoriskt valdeltagande eller valplikt betyder att alla medborgare måste rösta vid ett valtillfälle. Systemet tillämpas bland annat i Australien, Italien, Luxemburg, Belgien, Peru och Brasilien. Påföljden för att inte delta vid valtillfället består oftast av en mindre bötessumma. I praktiken realiseras dock straffet sällan. För länder med valplikt som ingår i Europeiska unionen kan även valet till Europaparlamentet omfattas av valplikten. Detta kan delvis förklara att Belgiens och Luxemburgs valdeltagande till Europaparlamentet är betydligt högre än genomsnittet, ca 90% jämfört med ca 45%.